# Tcherféké
Tcherféké est une localité du Cameroun située dans la commune de Yagoua, le département du Mayo-Danay et la Région de l'Extrême-Nord, à proximité de la frontière avec le Tchad.

## Population
En 1967, la localité comptait 229 habitants, principalement des Peuls et des Toupouri.
Lors du recensement de 2005, on y a dénombré 613 personnes.